# イズベスチヤ

ロゴマーク

イズベスチア（ロシア語: Известия、ラテン文字転写の例: Izvestia、カナ表記の例: イズヴェスチヤ、イズベスチヤ）とは、ソビエト連邦およびロシア連邦の日刊紙である。

## 概要
イズベスチアとはロシア語で「報道」を意味する。中国語での「新聞」と同じ。ソビエト連邦共産党の機関紙であるプラウダと対の関係にある。ソ連政府の政府見解が発表される公式紙であった。
イズベスチアは1917年3月13日（2月28日）に、ペトログラード労働者ソビエトの新聞としてペトログラード（現：サンクトペテルブルク）で発行された。初めイズベスチア紙はメンシェヴィキと社会革命党（エスエル）の論調であった。1917年8月に、ペトログラード中央執行委員会ソビエトの機関紙となった。1917年10月までには、イズベスチアは労兵ソビエト中央執行委員会の機関紙になった。後に、イズベスチアはソ連政府（ロシア最高会議と中央執行委員会）の公式の新聞になった。

### ソ連崩壊後
ソ連の崩壊後は、プラウダが軟派な路線に傾きつつあるのに対して、ウラジーミル・プーチン大統領について批判的な最後の主要な新聞であったが、2005年6月3日に政府によって保有されていた企業であるガスプロムによって買収された。2005年の時点で、イズベスチアの発行部数は24万967部であった。
2011年4月、経営陣が一新され、6月にはモスクワ市中心部にあった社屋が老朽化を理由に市内北西部に移転され、6月7日付からタブロイド判に近いコンパクトな紙面に変更されている。併せて、スタッフの6割を解雇する方針が表明された。